# Cantallops
Cantallops è un comune spagnolo di 258 abitanti situato nella comunità autonoma della Catalogna.